# 白家湾乡
白家湾乡，是中华人民共和国甘肃省天水市甘谷县下辖的一个乡镇级行政单位。

## 行政区划
白家湾乡下辖以下地区：
马儿湾村、梁家庄村、新庄村、廉家庄村、宋家岔村、康家坪村、三十铺村、斜坡村、尹家湾村、刘家湾村、白家湾村、苟家村、河沟村、宋家庄村、李家湾村、小沟门村、蒜黄咀村、大山村、山庄村、蒋家湾村和安家湾村。